# Атеши, Нурида
Нурида Атеши (азерб. Nuridə Qədirova-Atəşi) — поэтесса, журналист, исследователь. Директор Института культуры имени Н. Гянджеви Германии, член германского литературного Центра P.E.N.

## Жизнь и творчество
Нурида Атеши (Кадырова) родилась 22 августа 1965 года в Азербайджане в селе Хачмаз Варташенского района. Она с отличием окончила Техникум Культуры и Образования, а затем факультет искусствоведения в Государственном Университете Искусств им. Гусейнзаде. Позже работала в Государственном Музее Искусств. Нурида Атеши начала писать стихи в 9 лет, а её первое стихотворение в 1983 году было напечатано в газете «Литература», а позднее в Советском Азербайджане печатать её стихи было запрещено. Она была вынуждена писать в дальнейшем свои стихи под псевдонимом Атеши («огненная»).
Азербайджанский композитор Фаик Суджаддинов написал десятки песен на слова Нуриды Атеши. Песня на слова поэтессы «Нейлерсен» («Что сделаешь») в исполнении народной артистки Азербайджана Ильхамы Кулиевой стала популярной и превратилась в хит не только на родине, но и в Турции и Иране. Около ста песен на слова поэтессы, написанные различными композиторами, исполняются такими популярными певцами Азербайджана как Бриллиант Дадашева, Самед Самедов, Алмаз Алескерова, Зохра Абдуллаева, Заур Рзаев и других.
С 1995 года поэтесса, живя в столице Германии Берлине, продолжила литературную деятельность, не забывая о творчестве. Так, например, она руководила театральными и танцевальными коллективами в Центре Культуры «Тухабилим». В 1999 году в опубликованной в Берлине антологии «Женские народные озаны (поэтессы)» и в других немецких антологиях было уделено место стихотворениям поэтессы. В 2000 году на всемирном конкурсе женских поэтов, организованном в Берлине в «Инсел Галерее», представитель Азербайджана Нурида Атеши добилась первого большого успеха. Десятки песен, написанных на слова поэтессы немецкими, турецкими и азербайджанскими композиторами, известны в нескольких странах. Стихотворения поэтессы, выйдя за пределы Азербайджана, были переведены на русский, английский, персидский и французский языки и были предоставлены на усмотрение любителей поэзии в различных странах. В своей деятельности поэтесса также уделяет место переводческой работе. Работающая в издательстве «Hitit» с турецкими и немецкими переводами, Нурида Атеши также вносит вклад в развитие и распространение азербайджанского языка в Германии. Собрав все переведенные ею на азербайджанский язык стихотворения немецких поэтов в книге «Перевод с оригинала», Нурида одновременно переводит стихи азербайджанских поэтов на немецкий. В 2008 году вместе с немецким поэтом Жаном Вейнардом в антропологии «Мотылёк и свеча — тысячелетняя поэзия любви» собрала перевод поэзии классиков Азербайджана Низами, Физули, Насими, Мехсети и др. на немецкий, который был опубликован издательством Германии «Mattes&Setz».

## Общественная деятельность
Наряду с творчеством Нурида Атеши занята широкой общественной деятельностью. Во главе этой деятельности стоит развитие азербайджанской культуры в Германии. Став автором программы «Ени керпю» («новый мост») на турецко-немецком телевизионном канале Берлина TD1, Нурида Атеши начала журналистскую и публицистическую деятельность. Созданный в 2003 году вместе с коллегами Институт Культуры им. Низами Гянджеви позднее сформировался в научно-исследовательский центр.
Н. Атеши была удостоена премий «Золотое перо», Qran pri, Golden Award и других.
В 2003 году Н. Атеши защитила кандидатскую диссертацию по теме «Реабилитация физически больных детей в немецком обществе» в Московском государственном университете культуры и искусств. На данное время[когда?], являясь докторантом Института Археологии и Этнографии АН Азербайджана, работает над докторской работой по теме «Роль женщин в военном искусстве Азербайджана».
Являясь представителем азербайджанских журналистов в Германии и Европе, 2010 году стала членом P.E.N клуба Германии и первой азербайджанкой после Асад Бека, членом Союза писателей Германии.
В январе 2012 года избрана заместителем председателя комитета равных возможностей Берлина при Союзе журналистов Германии.

### Исследование деятельности Курбан Саида
Вместе с журналистской и публицистической деятельностью занимается научными исследованиями. Многие годы Н. Атеши исследовала творчество азербайджанского и немецкого писателя Асад Бека — Курбана Саида (1905—1942), собрала архивные документы из Германии, Италии, Швейцарии, Азербайджана и Грузии, а также один фрагмент из рукописи его последнего романа «Мужчина, не знавший любви». Собранные материалы вошли в её книгу «Тысячелетняя тайна» (изд. «Нурлан», 2007). По её инициативе был установлен бронзовый барельеф перед зданием, где проживал Асад Бек, также она добилась перезахоронения останков писателя по мусульманским обычаям лицом к Мекке в городе Позитано (Италия) согласно его завещанию.
Снялась в одной из главных ролей в документальном фильме производства «Berlin um Welt Film» «Мучения Асад Бека». Съёмки фильма завершились 09.01.2013 г.
С 1997 года занимается исследованием истории древнего Кавказа, а также «Кавказских Амазонок». Результат своих исследований опубликовала в издании под названием «Кавказские Амазонки».
Является автором 16 книг. Продолжает исследования в Азербайджане, Грузии и России.

## Книги
1. «Живу с тобой без тебя.» Баку : Книжная Палата 1995 г.
2. «Что сделаешь со мной.» Берлин : Hitit 1995 г.
3. «Карабах — наша боль.» Берлин : Hitit 1995 г.
4. «Охотник, бегущий от добычи.»(на турец.яз.) Берлин : Hitit 1997 г.
5. «Охотник, бегущий от добычи.» (Jäger auf der Flucht vor seiner Beute) (на немецком языке), стихотворения, Вагеманн, Берлин, 2002.
6. «Непрожитая женственность.» Баку : Тахсил 2003 г.
7. «Вот она-я!» Берлин : Hitit 2004 г.г
8. «Крики задыхающегося чувства» (Schreie Erstickter Gefühle) стихи и афоризмы (на немецком языке). Hitit, Берлин, 2006.
9. «Переводы с оригинала.» (Перевод немецких поэтов на азербайджанский) Баку : Нурлан 2006 г.
10. «Давай согрешим.» Баку : Нурлан 2006 г.
11. «Одинокий боец» (о жизни и творчестве) Берлин : Hitit-Verlag 2005 г.
12. «Борьба за Карабах» (Kampf um Berg-Karabach) (на немецком) Институт им. Н. Гянджеви, Берлин, 2007
13. «Асад Бек — тайны столетия» Баку : Нурлан 2007 г.
14. «Мотылек и свеча. Тысячелетняя история любви Азербайджана» Берлин : Mattes&Setz 2008 г.
15. «Дочь огня» (Feuertochter) издательство K. Фишер. Ахень. Стихи.2009
16. «Кавказские Амазонки.» АНА 2011, Германия